# Gresham-palota
A Gresham-palota a magyar szecessziós építészet kiemelkedő épülete. Budapest V. kerületében található, a Lánchíd vonalában, a Széchenyi István tér 5–6. szám alatt.

## Története
1827-ban épült gróf Nákó Kálmán és felesége, Gyertyánffy Berta budapesti palotája, a Nákó-ház, mely a budapesti kultúrális élet egyik központja lett. A palotában sokszor fordult meg Liszt Ferenc, Wagner, Brahms, Amerling és Lenbach is. 1872-ben a Franco-Magyar Bank kiszemelte magának az exkluzív épületet, mert tekintélyükhöz méltó székházat kívántak venni. Igen ám, azonban a következő évi bécsi tőzsdekrach bebuktatta a pénzintézetet, így ez az ingatlan is árverésre kerültek. Így került a Nákó ház 1880-ban, jóval értéke alatt, 1 millió 480 ezer koronáért a londoni székhelyű Gresham életbiztosító társasághoz, amely ekkor már a térség egyik legkiemelkedőbb biztosítójának és pénzintézetének számított.
A Nákó-házat 1880-ban bontották le, és Quittner Zsigmond és a Vágó fivérek tervei alapján épült a mai palota 1907-ben, a londoni The Gresham biztosítótársaság budapesti székházaként. Földszintjén egykor a híres Gresham Kávéház működött, e kávéházban tartotta összejöveteleit a Gresham-körnek nevezett művészeti társaság. A második világháború után közvetlenül a Gresham kávéházat ifjabb dr. Temple Rezső (1902–1947), ügyvéd, országgyűlési képviselő megvette, amelyet óriási költséggel újjáépített. 1947 márciusára a kávéház forgalma egyre kisebb lett úgyhogy ekkor a kávéház lehúzta redőnyeit. Ez után teljes épületet államosították, és a Budapesti Idegenforgalmi Igazgatóság és több lakás kapott helyet az épületben.
1987 óta más Duna-parti épületekkel együtt a világörökség része.
Az épület privatizációja politikai botránnyá alakult, mivel abban Medgyessy Péter későbbi miniszterelnök cége, a Medgyessy Consulting is részt vett. A botrányt kirobbantó Magyar Demokrata és Magyar Nemzet később pert veszített Medgyessyvel szemben.
2004-ben teljes felújítás után mint 179 szobás luxusszálloda nyílt meg Four Seasons Gresham Palace Hotel néven.
2011 novemberében az Ománi Szultánság Állami Általános Tartalék Alapján (State General Reserve Fund, SGRF) keresztül megvásárolta, de továbbra is a torontói székhelyű Four Seasons Hotels Inc. üzemelteti.

## Képtár

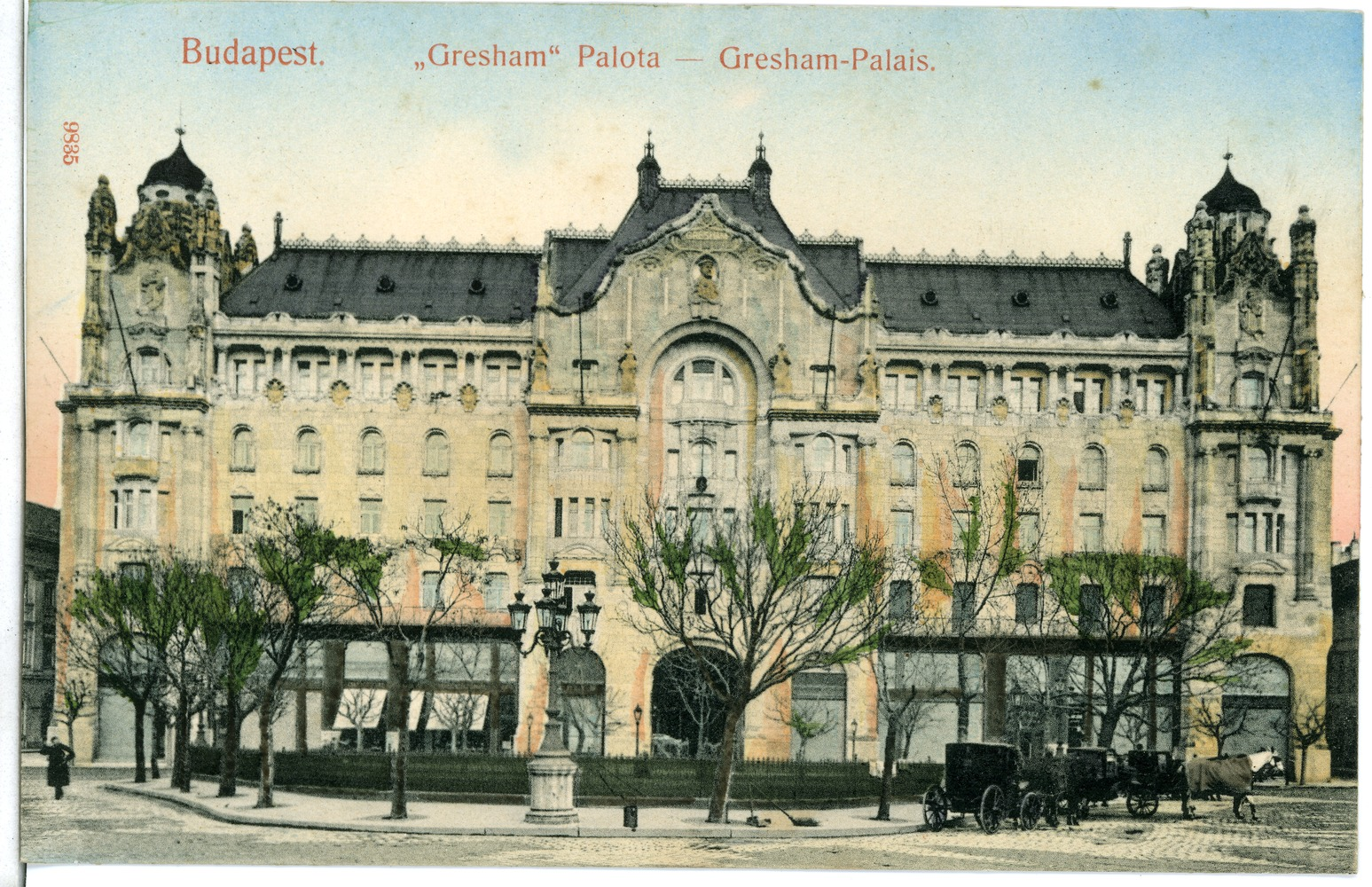
1908-as archív fénykép
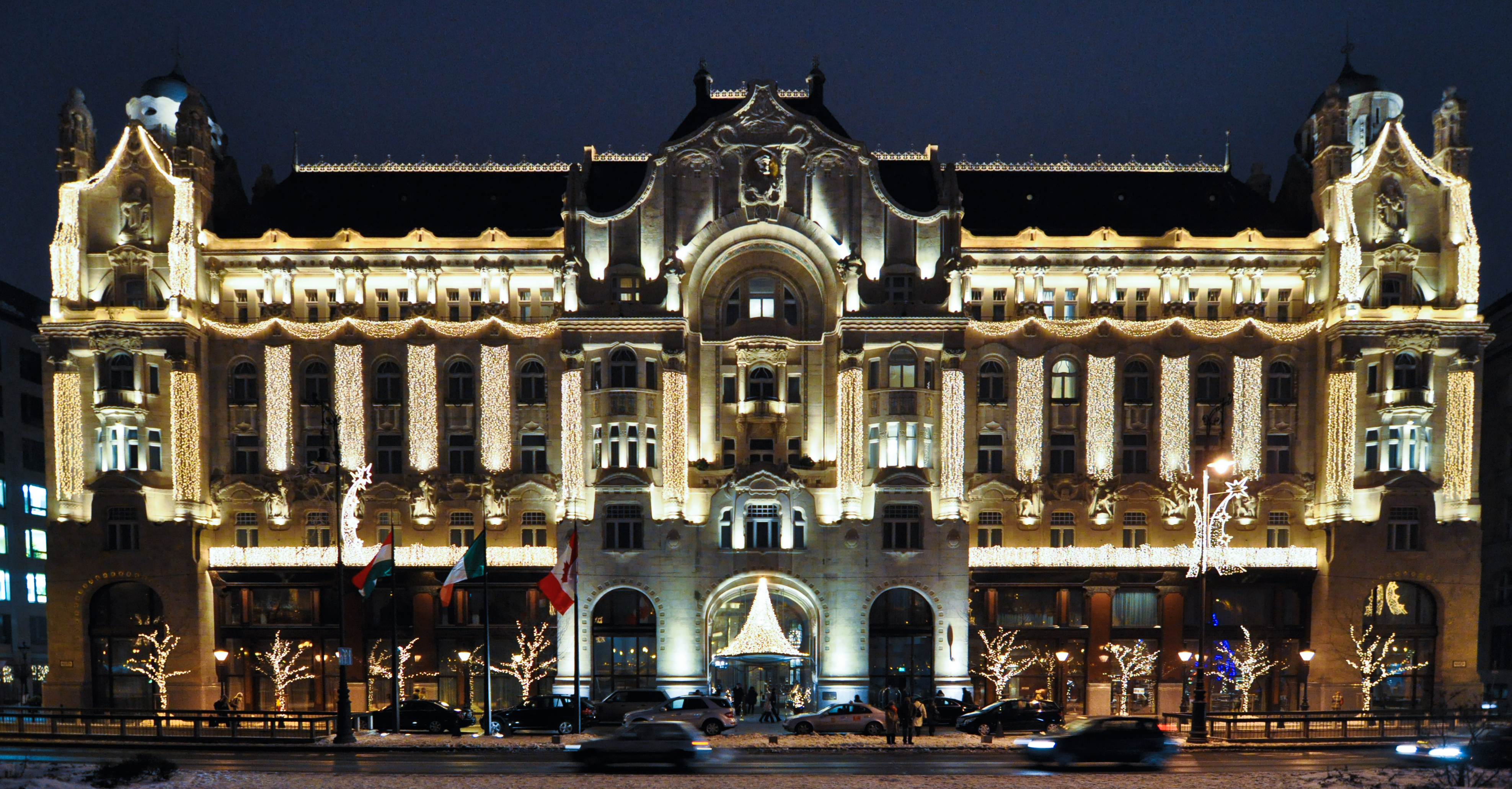
esti megvilágításban
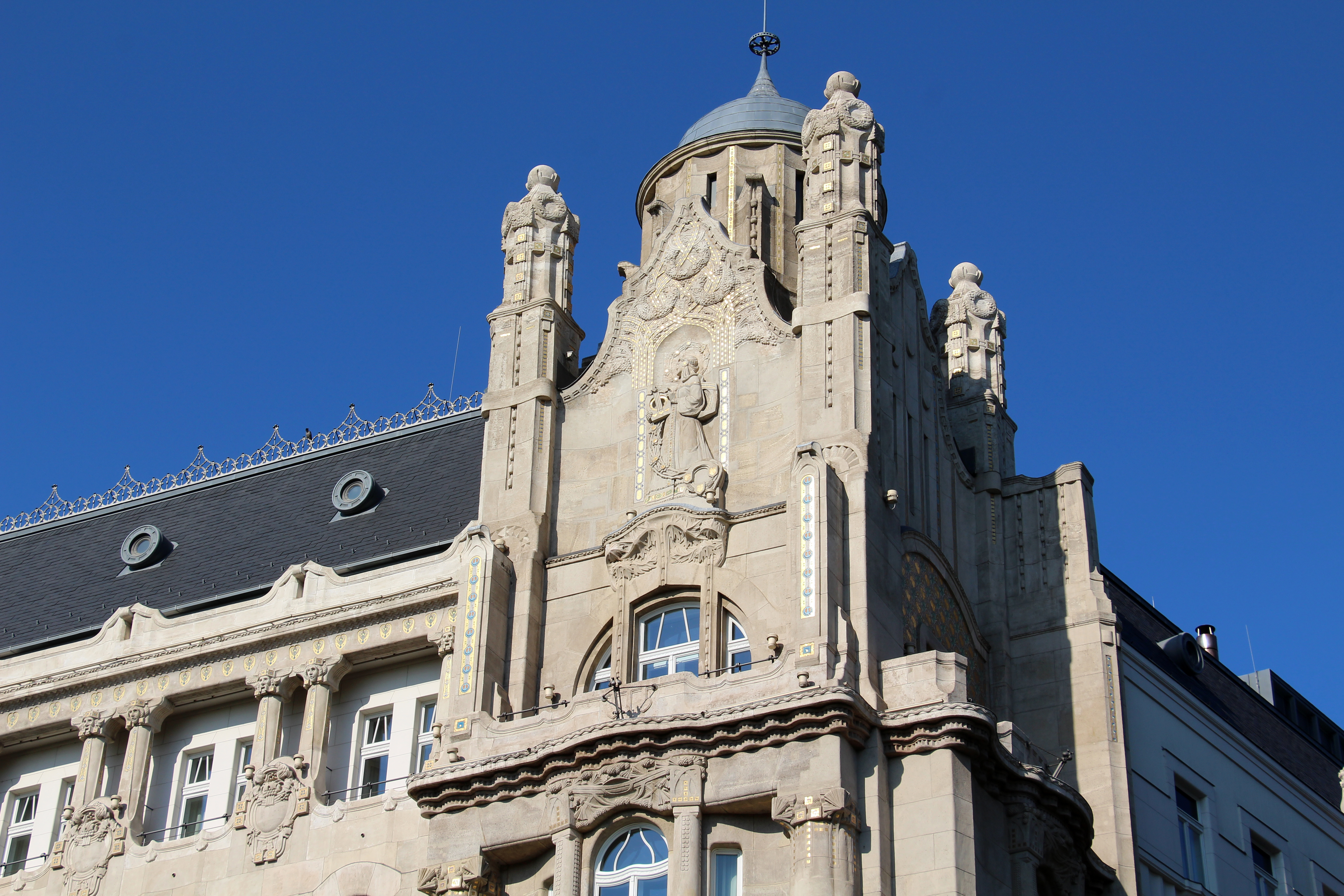
külső részletek
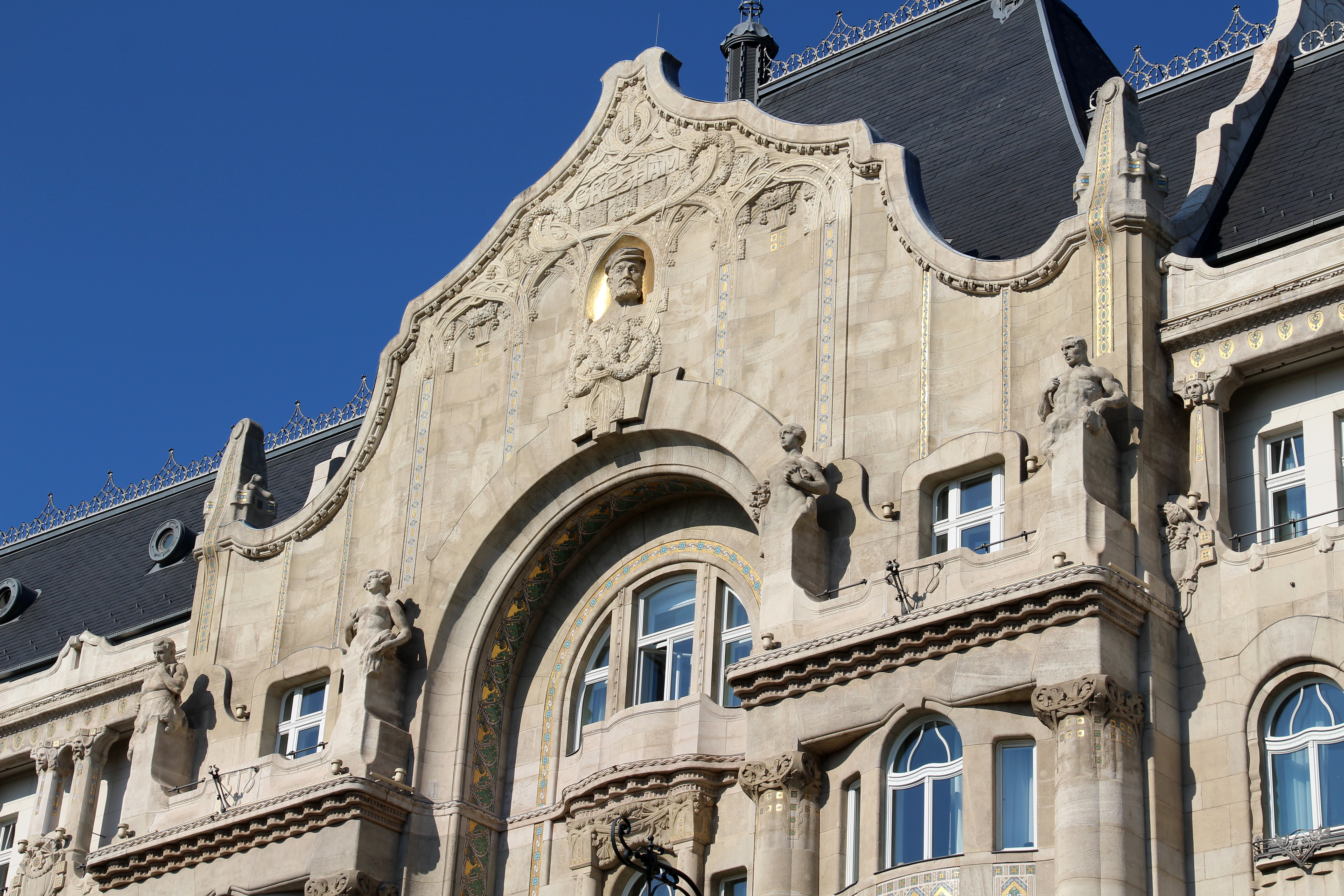
külső részletek
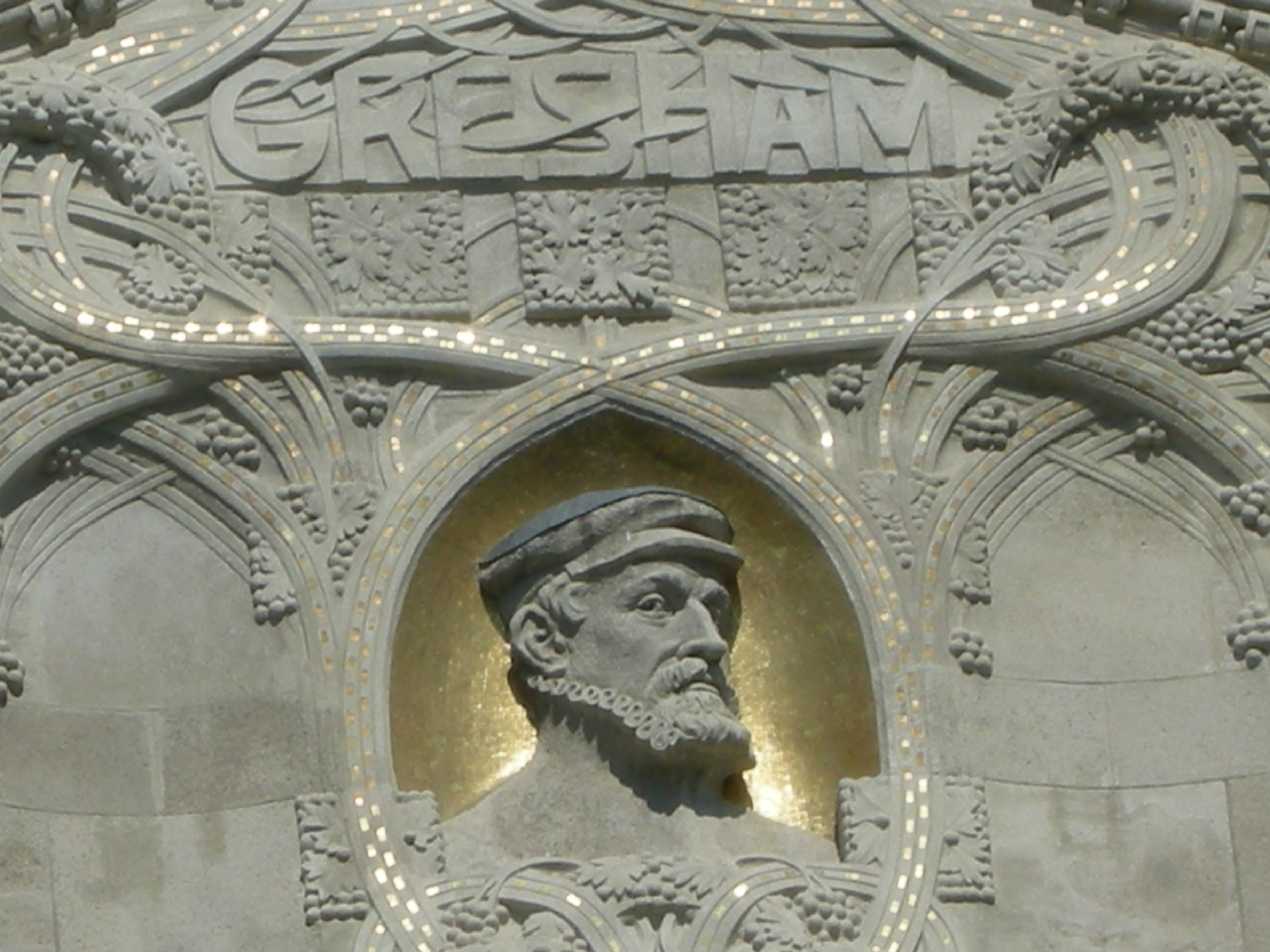
külső részletek
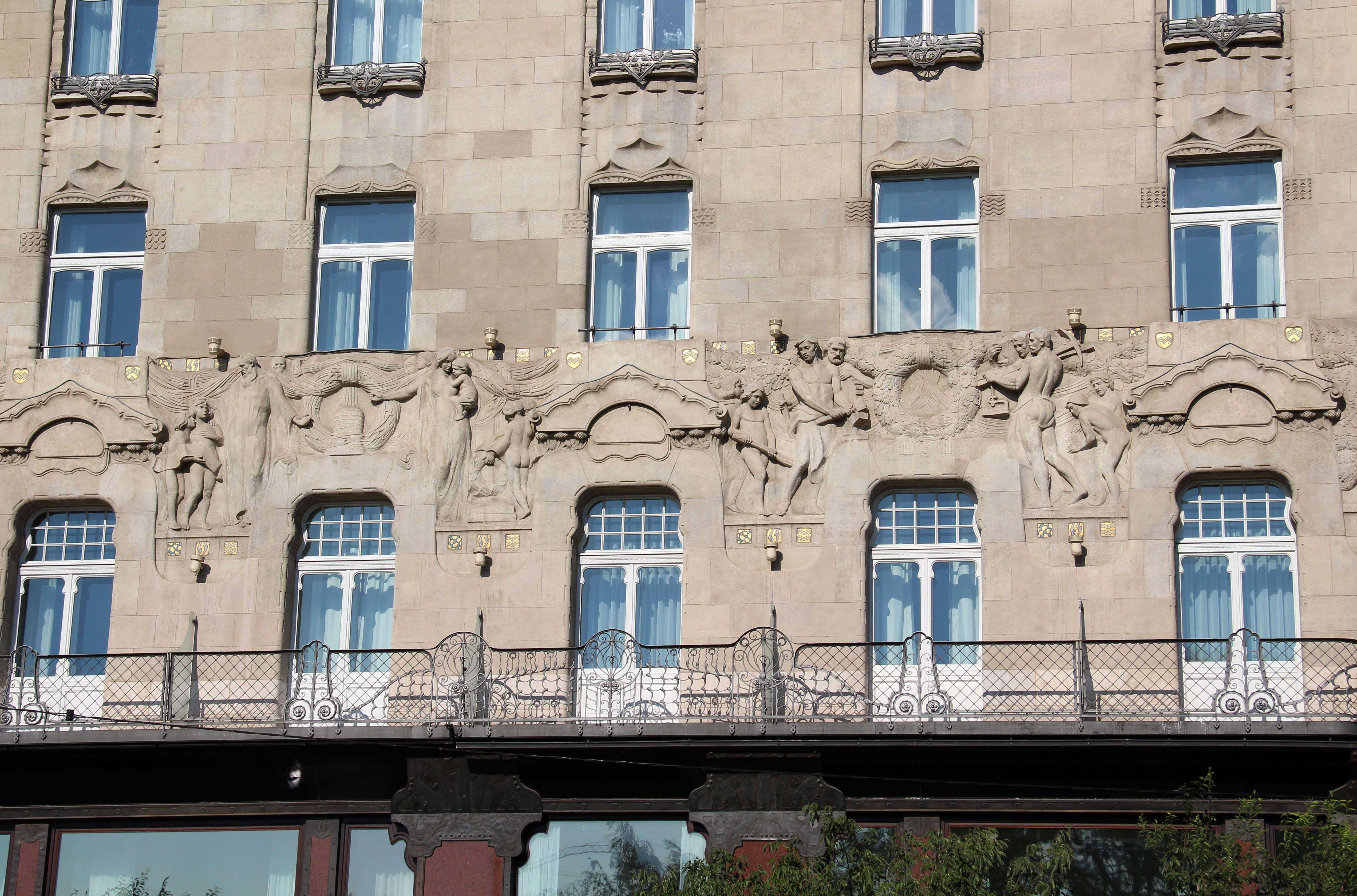
külső részletek
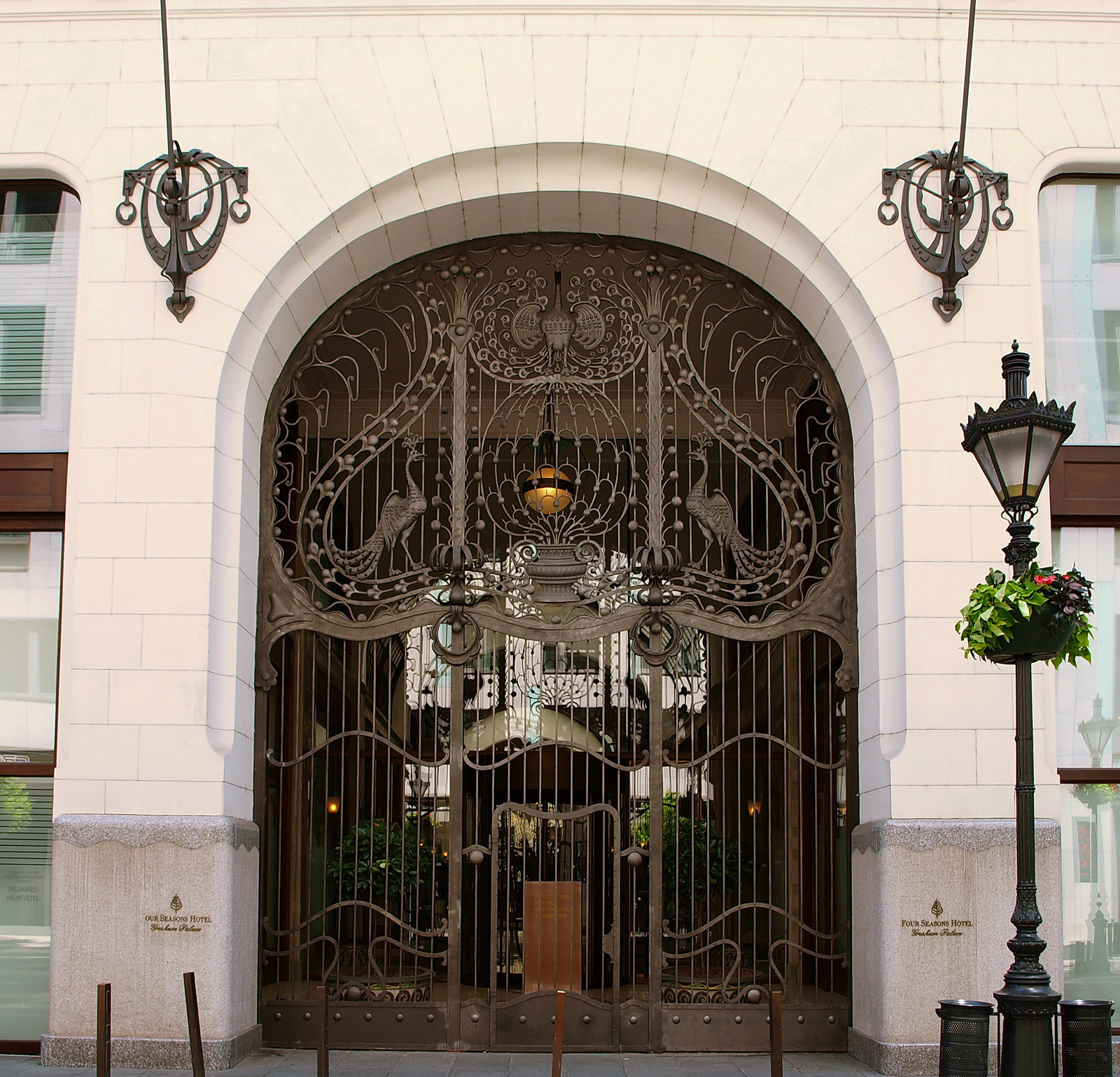
külső részletek
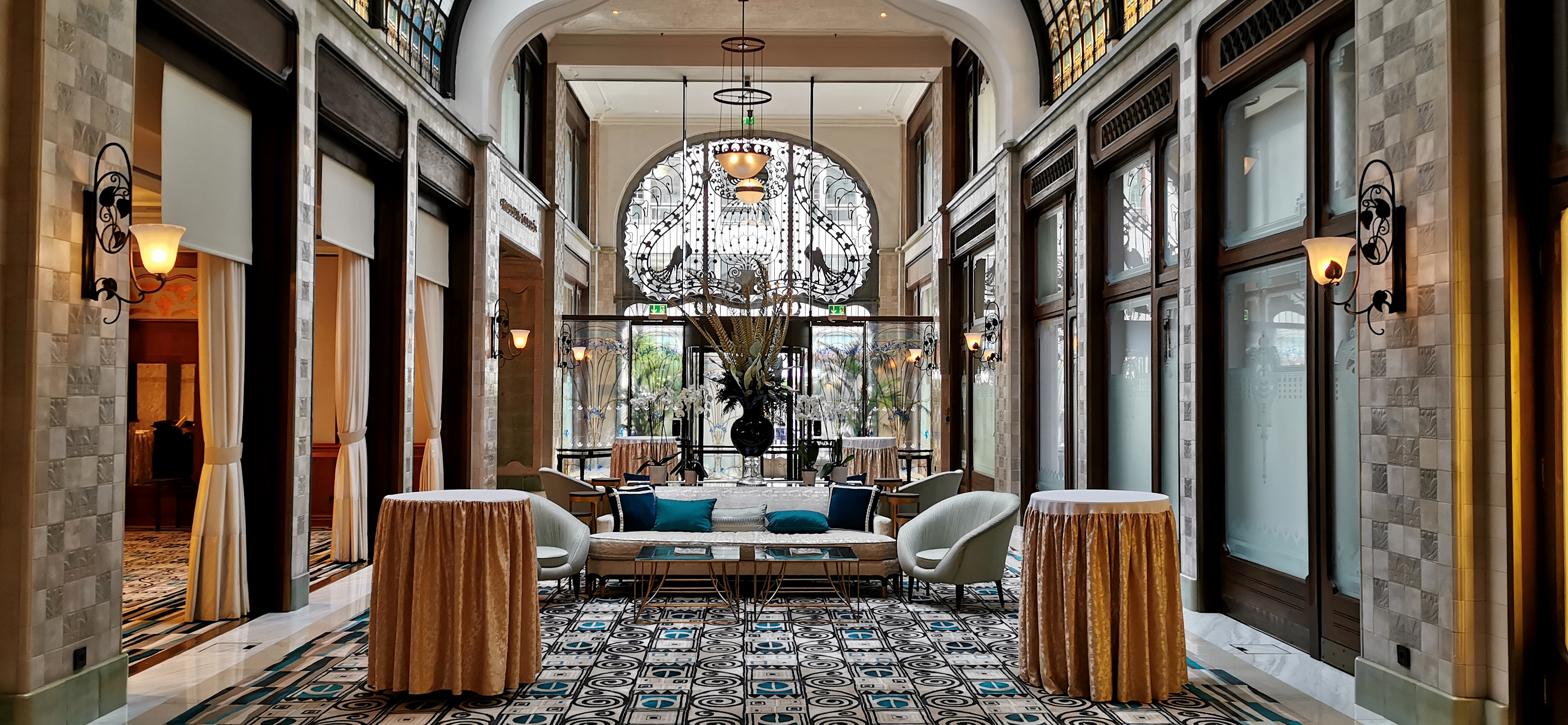
belső részletek
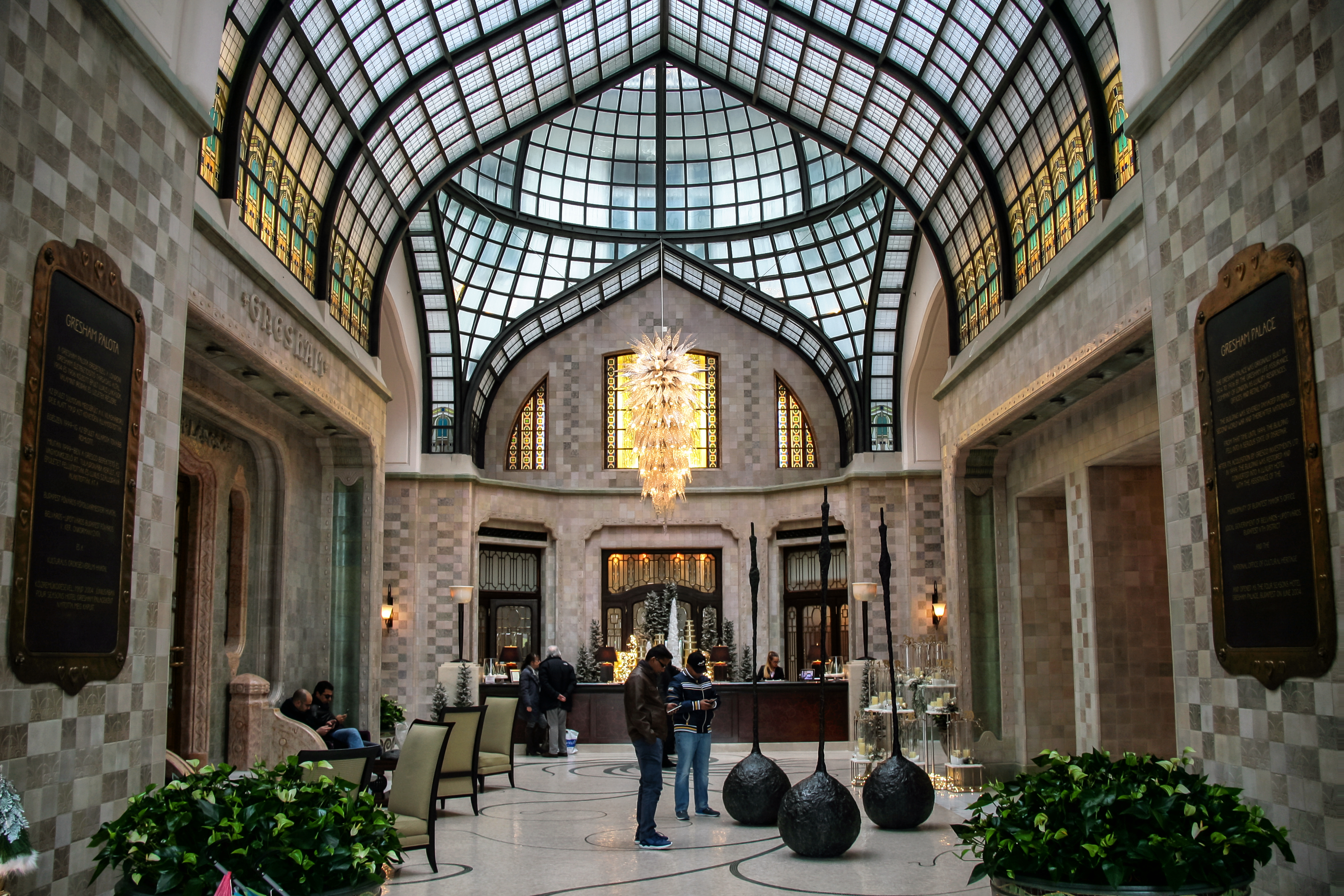
belső részletek
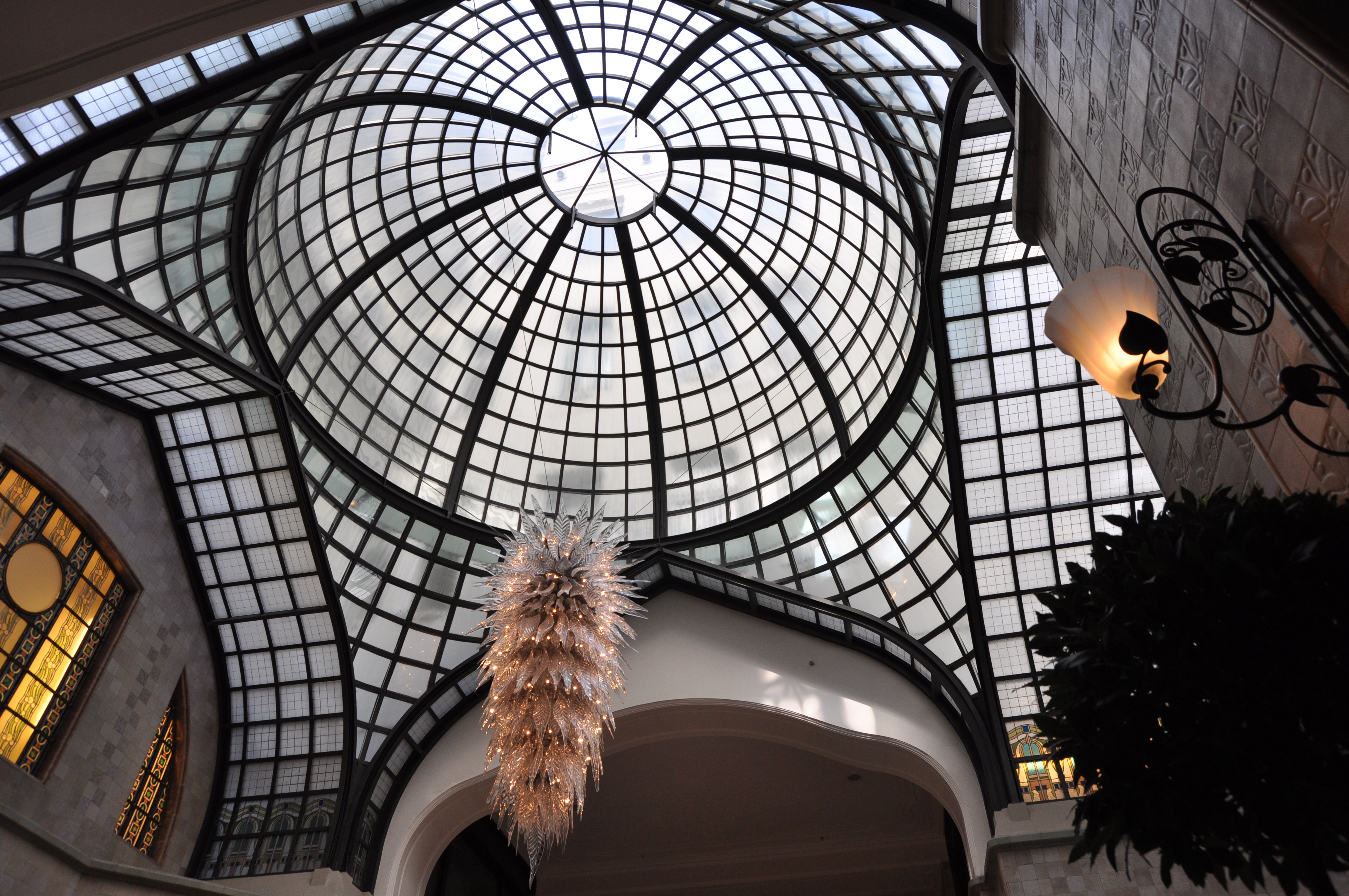
belső részletek
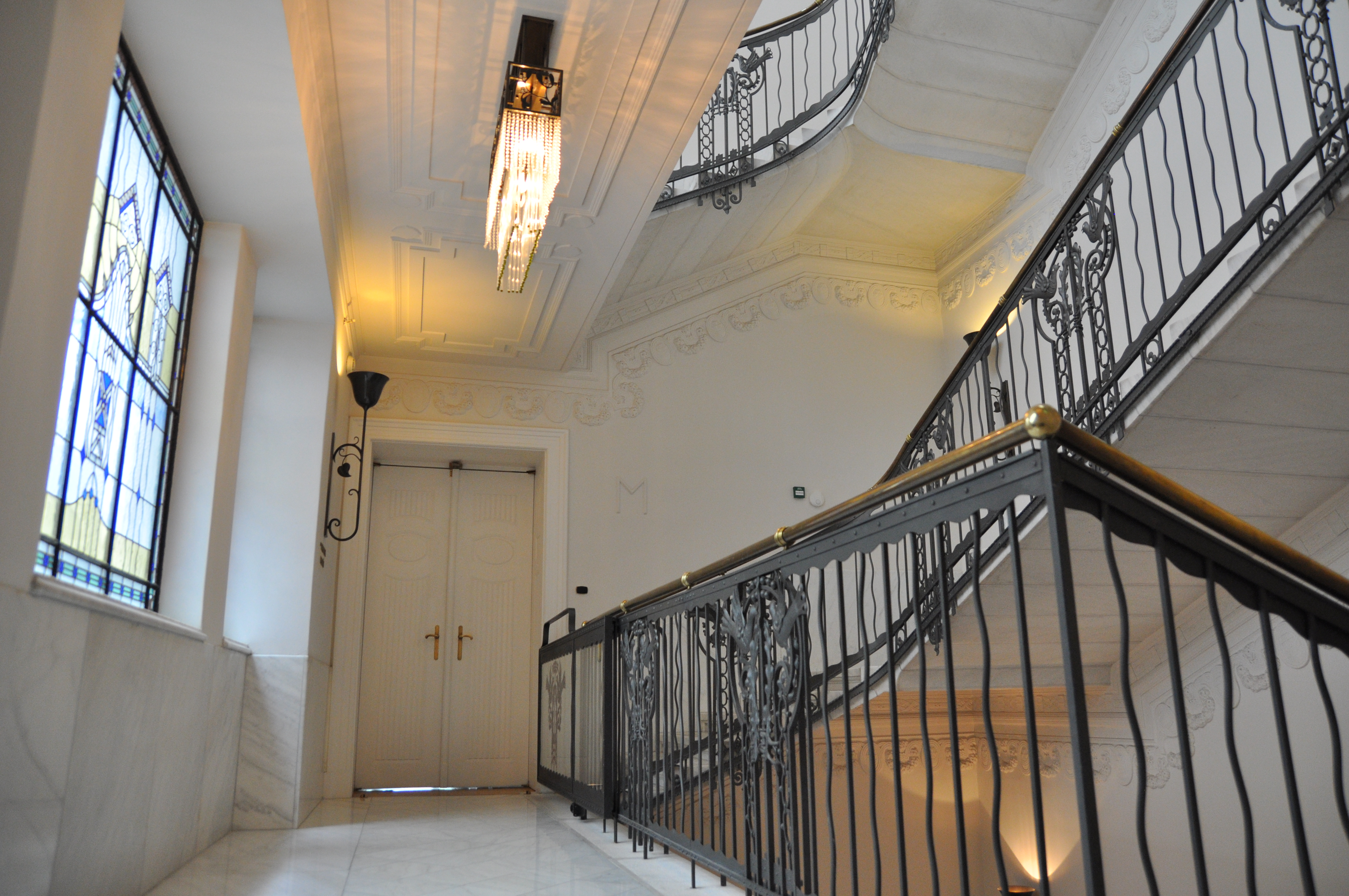
belső részletek
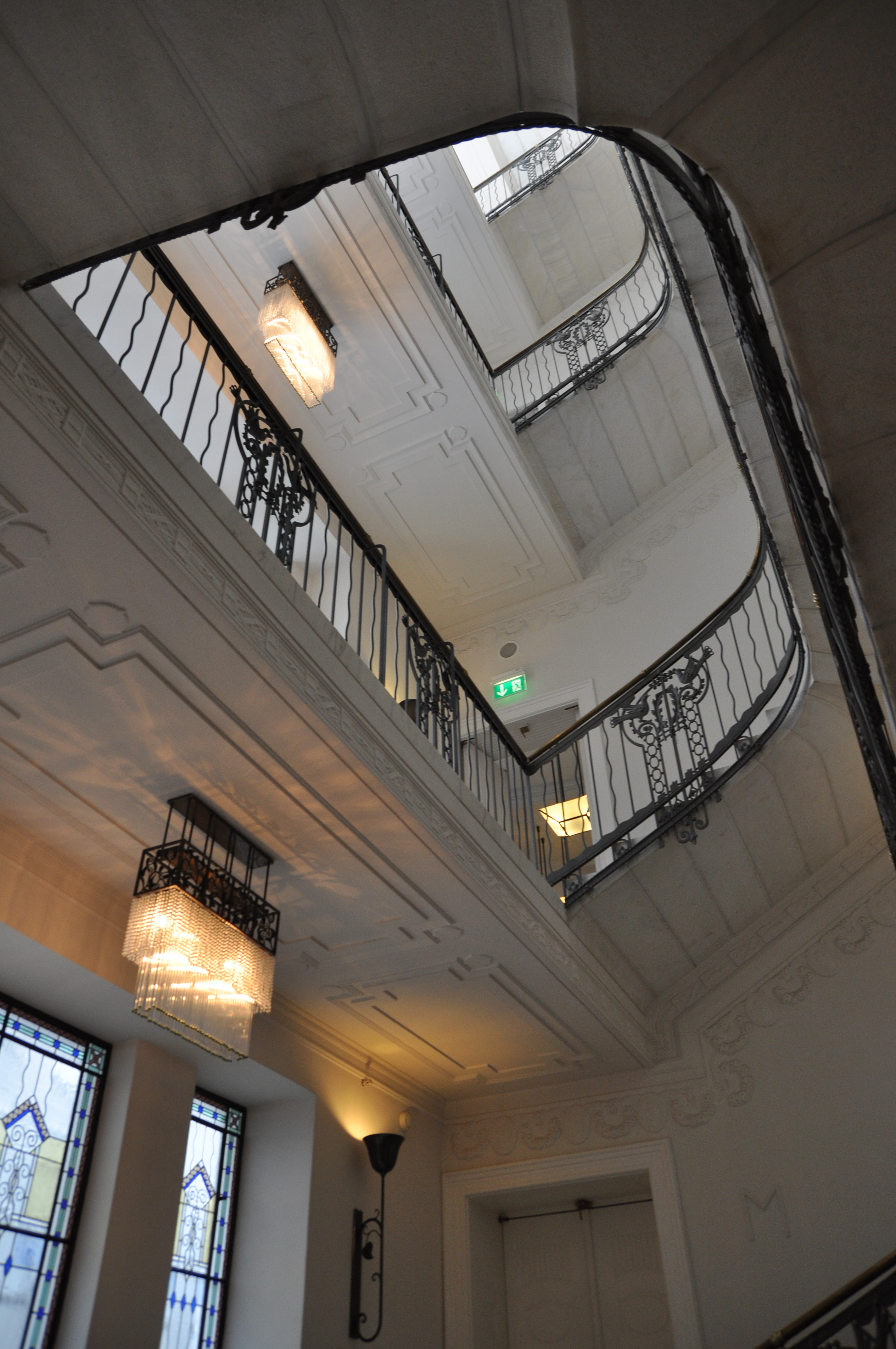
belső részletek
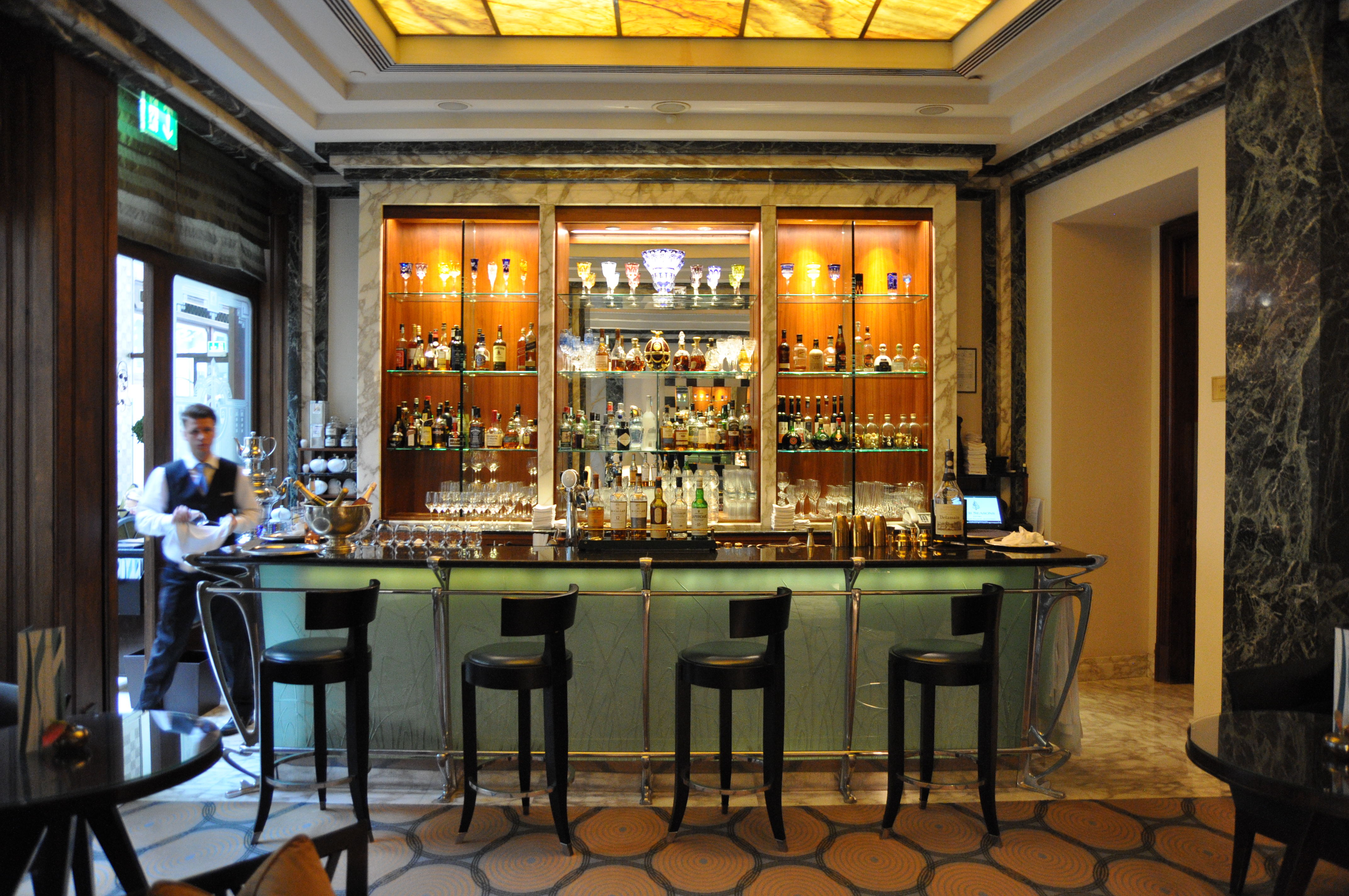
belső részletek

## Külső hivatkozások
- Fotók és leírás[halott link]
- A palota a Műemlékem.hu-n
- Gresham palota díszítményei
- Gresham-palota Archiválva 2014. november 8-i dátummal a Wayback Machine-ben, Mányai Csaba és Szelke László A Gresham világa c. könyve alapján ISBN 9639461172
- Gresham-palota a funiq.hu-n